# Strada provinciale 42 San Cataldo-Marianopoli
La strada provinciale 42 San Cataldo-Stazione Mimiani-Marianopoli (SP 42) è una strada provinciale della provincia di Caltanissetta. Collega Marianopoli a San Cataldo e Caltanissetta.

## Storia
La strada fu provincializzata con il decreto del Ministero dei Lavori Pubblici del 17 giugno 1960, e presa in consegna dalla provincia di Caltanissetta il 5 ottobre successivo.
Al momento dell'istituzione attraversava il centro di San Cataldo, dove raggiungeva e si allacciava alla strada statale 122 Agrigentina. Negli anni seguenti la provincia ha progressivamente ceduto all'amministrazione comunale la tratta interna all'abitato, e attualmente, a seguito dell'ultimo passaggio avvenuto nel 2015, ha inizio subito fuori dal quartiere di Sant'Alberto Magno.

## Percorso

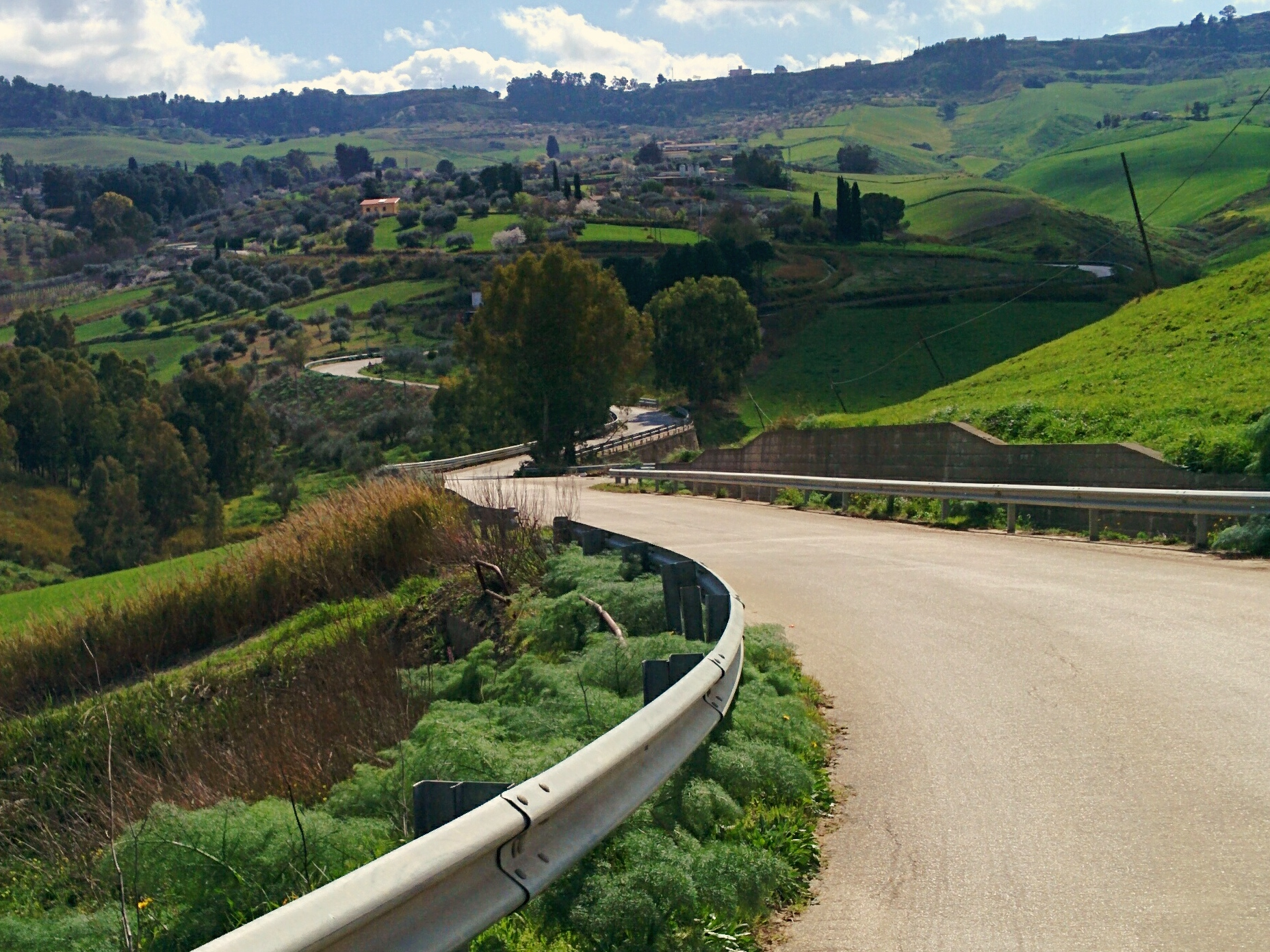
La strada provinciale 42 tra San Cataldo e la stazione Mimiani.

La strada ha origine a nord del centro abitato di San Cataldo. Per un breve tratto procede in direzione nord-est, fino all'innesto con la strada provinciale 44 per Santa Caterina Villarmosa in contrada Palombara, dopo cui devia verso nord-ovest, scendendo verso la valle del fiume Salito tramite un percorso molto tortuoso. Raggiunto il fondo valle, la strada affianca la ferrovia Palermo-Caltanissetta Xirbi con un percorso perlopiù rettilineo, caratterizzato dalla presenza di diversi ponti che consentono di attraversare le anse del fiume. Qui vi confluisce la strada provinciale 145 proveniente da Caltanissetta e vi si trova l'accesso per la stazione Mimiani-San Cataldo.

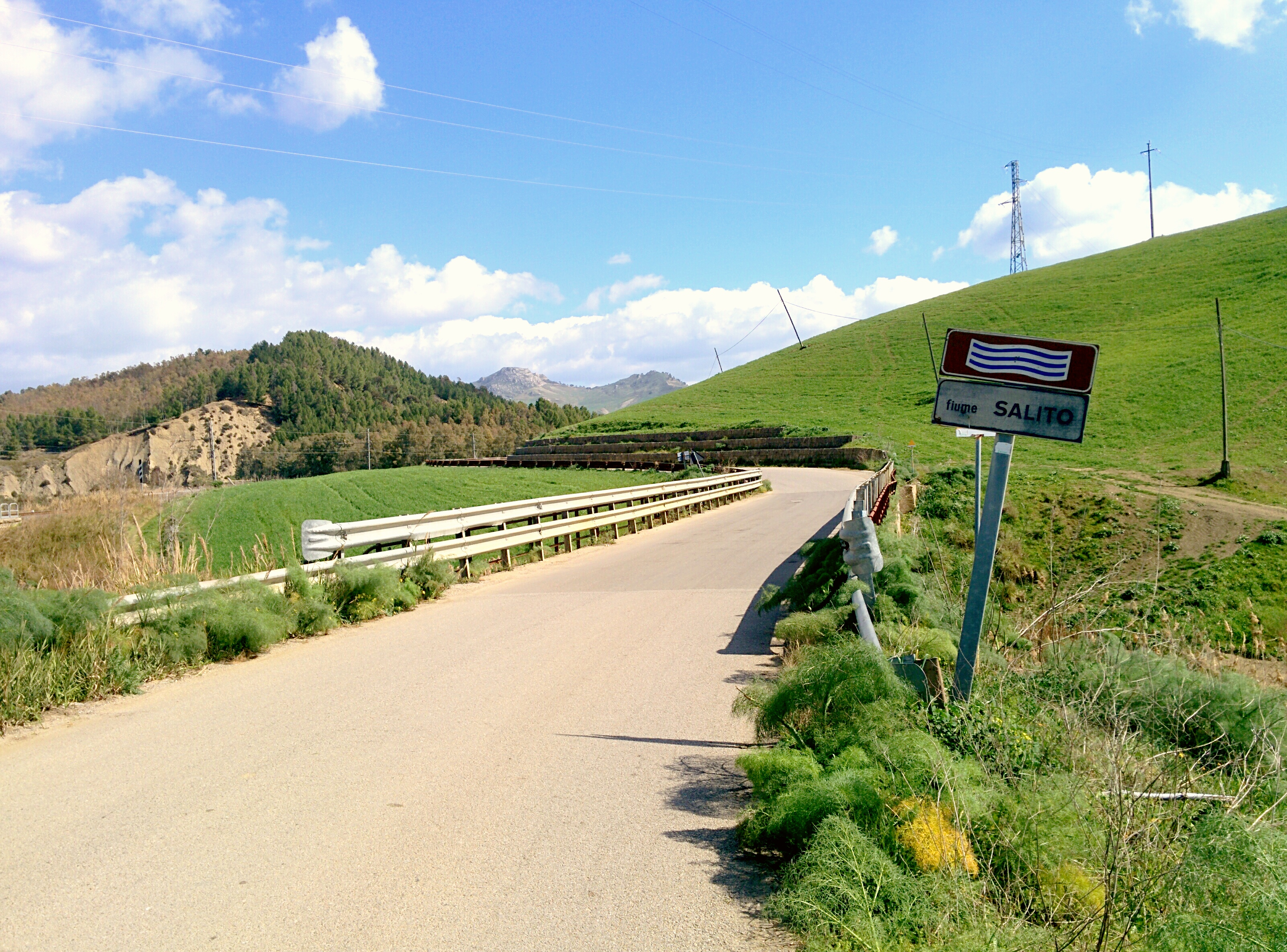
Un ponte della SP 42 lungo la valle del fiume Salito.

Dopo il bivio per la fermata ferroviaria di Bosco Saline, oggi non più in uso, la strada si allontana dalla valle del Salito; quest'ultimo tratto è caratterizzato da numerosi tornanti che consentono di superare una forte pendenza e raggiungere una quota elevata. Presso bivio Mucini, alle porte di Marianopoli, la strada si biforca: il ramo di sinistra raggiunge l'abitato di Marianopoli dopo 1 km; il ramo di destra, comunemente detto Mucini-Chibbò, prosegue per 2,6 km fino ad innestarsi sulla strada statale 121 Catanese nei pressi di Chibbò, frazione di Petralia Sottana (PA).

## Eventi sportivi
Il tracciato si sviluppa seguendo l'andamento del territorio, assumendo un aspetto molto tortuoso per gran parte della sua estensione. Tale caratteristica ha reso la strada la sede ideale per ospitare le prove speciali di San Cataldo e di Marianopoli del Rally di Caltanissetta.